# 坎奇斯省

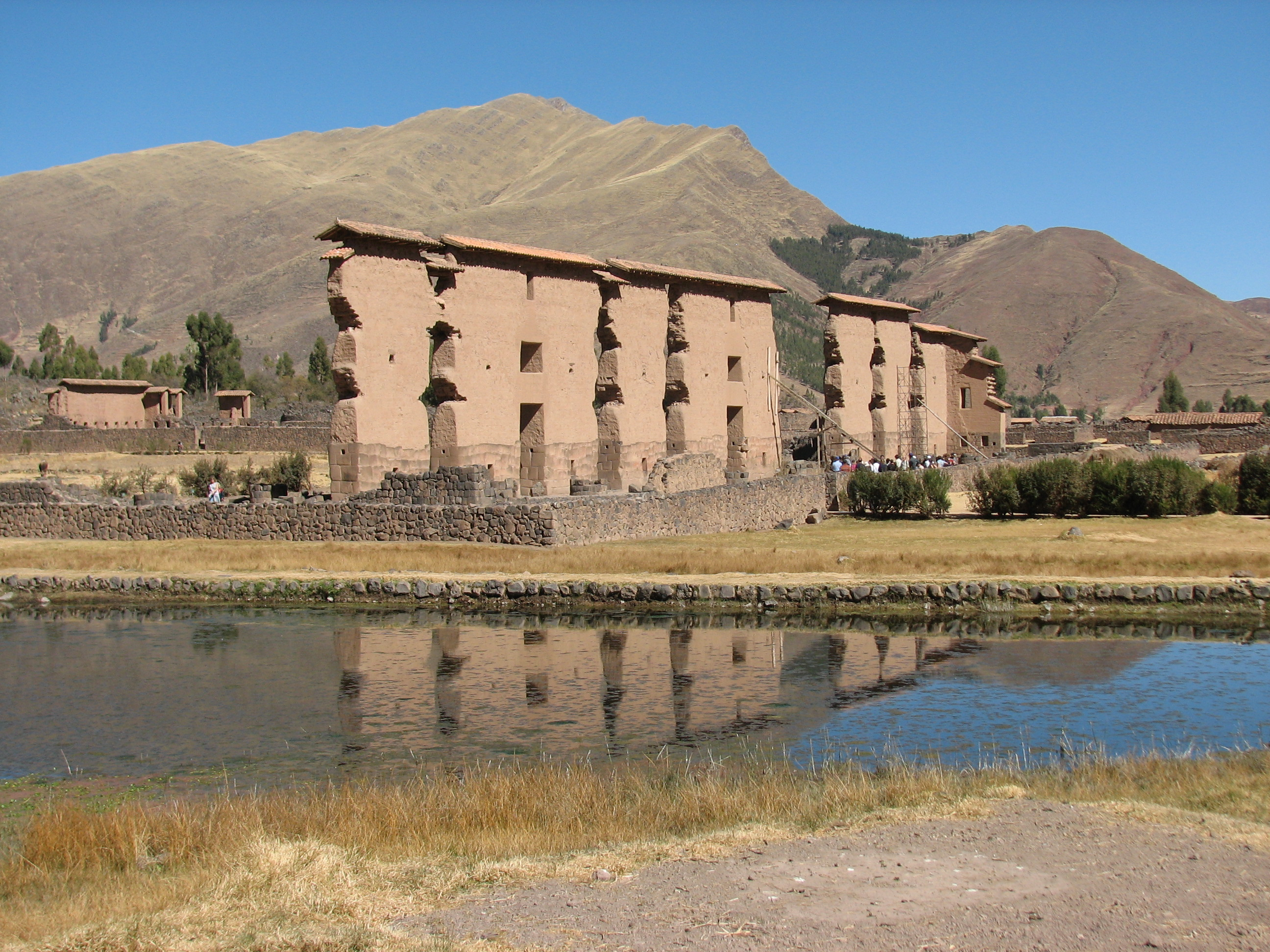

坎奇斯省（西班牙語：Provincia de Canchis），是秘魯的省份，位於該國南部庫斯科大區，首府是錫夸尼，始建於1833年10月14日，面積3,999平方公里，海拔高度3,546米，2007年人口96,937，人口密度每平方公里24.24人。

## 外部連結
- （西班牙文） Official website of the Canchis Province（页面存档备份，存于）

14°17′01″S 71°13′26″W / 14.28361°S 71.22389°W